# Guardiano (diritto)
Un guardiano, in alcuni sistemi giuridici, era un uomo dotato di capacità giuridica di agire in nome e per conto di un altro. 
Di solito, i guardiani erano autorizzati dallo Stato, dal governo o dalla comunità a contenere le attività criminali e a fornire la forza per l'applicazione della legge. La figura negli ordinamenti contemporanei è andata sparendo con l'emergere di forze di polizia formalmente organizzate.

## Evoluzione storica

### Età antica
L'esistenza di guardiani è stata riscontrata già nel Nuovo Regno egizio e nell'antica Grecia.
Un riferimento ad un guardiano può essere trovato nella Bibbia, dove il profeta Ezechiele afferma che era dovere della guardia soffiare il corno e dare l'allarme. (Ezechiele 33:1-6)
L'Impero romano ha trasformato il ruolo di guardiano in una professione con la creazione di due organizzazioni:
- la Guardia pretoriana stabilendo così un rango militare di truppa con un Capitano della Guardia.
- Vigiles, letteralmente i veglianti/vigilanti.

### Inghilterra
L'Ordinance del 1233 riguarda l'approntamento di guardiani vigilanti. L'Assize of Arms del 1252, che ha richiesto la nomina di conestabili per convocare gli uomini alle armi, reprimere i disturbi della quiete pubblica e consegnare i trasgressori allo sceriffo, è citata come uno dei primi provvedimenti per la creazione della polizia inglese, come è stato lo Statuto di Winchester del 1285. Nel 1252 un writ reale istituisce la "Watch and Ward" (sorveglianza continuata) con funzionari reali designati come Shire Reeves:
Successivamente nel 1279 Re Edoardo I forma una guardia speciale di 20 sergeant at arms che portavano mazze da battaglia decorate come distintivo della carica ufficiale. Nel 1415 un guardiano è stato nominato al Parlamento d'Inghilterra e nel 1485 il re Enrico VII ha istituito le "Guardie del Palazzo Reale" che divennero note come Beefeaters.
Dal 1485 al 1800 è stato il guardiano del servizio "Watch e Ward" che ha agito come forza di polizia di Londra, per mantenere l'ordine e far rispettare le leggi del paese.

### Spagna
In Spagna la figura del guardiano (il sereno) assunse a partire dal 1715 una configurazione specifica legata all'istituzione del portierato, che in spagna è ancora oggi diffusissimo. Ogni isolato aveva un suo sereno armato che faceva la ronda, e che oltre a scoraggiare potenziali ladri e malfattori sovrintendeva ai portieri di tutti gli stabili dell'isolato.
Se alla sera, rientrando a casa, non trovate la chiave della porta – racconta De Amicis nel suo “Spagna” del 1873 - “‘Non si confonda,’ vi dice il primo cittadino che incontrate, ‘vede là in fondo alla strada quella lanterna? L'uomo che la porta è un sereno, e i serenos hanno le chiavi di tutte le case’. Allora voi gridate ad alta voce: ‘Sereno!’ e la lanterna si avvicina, e un uomo con un enorme mazzo di chiavi tra le mani, datavi un'occhiata scrutatrice, v'apre la porta, vi fa lume fino al primo piano e vi augura la buona notte. Così tutte le sere: con una lira al mese voi siete libero dalla briga di portar in tasca le chiavi di casa. Il sereno è un impiegato del Municipio, ve n'è uno per ogni strada”. 
La dittatura di Francisco Franco ne fece una figura chiave del suo apparato repressivo, dando ai serenos l'ufficio di custodire le chiavi di tutti gli appartamenti di un isolato e di aprire agli ufficiali di polizia su semplice richiesta di questi. Anche per questo motivo, alla fine del XX secolo il serenato sparì quasi completamente

### Stati Uniti d'America
La prima forma di protezione sociale negli Stati Uniti era basata sulle esperienze sviluppate in Inghilterra. La città di Boston è stato il primo insediamento delle 13 colonie ad istituire una vigilanza di notte nel 1631, New York (allora New Amsterdam) e Jamestown seguirono nel 1658.
Con l'unificazione delle leggi e la centralizzazione del potere statale (ad es. il Municipal Police Act (Decreto sulla polizia municipale) del 1844 a New York City, Stati Uniti), tali formazioni divennero sempre più incorporate nella forza di polizia statale (vedi polizia metropolitana e polizia municipale).